# Диас-Лосано, Архентина
Архентина Диас-Лосано (исп. Argentina Díaz Lozano), настоящее имя Архентина Буэсо-Мехиа (исп. Argentina Bueso Mejía; 15 декабря 1912, Санта-Роса-де-Копан, Гондурас — 13 августа 1999, Тегусигальпа, Гондурас) — гондурасская журналистка и писательница — автор женских романов на феминистские темы. Первая центральноамериканская писательница, номинировавшаяся на Нобелевскую премию по литературе в 1974 году.

## Биография

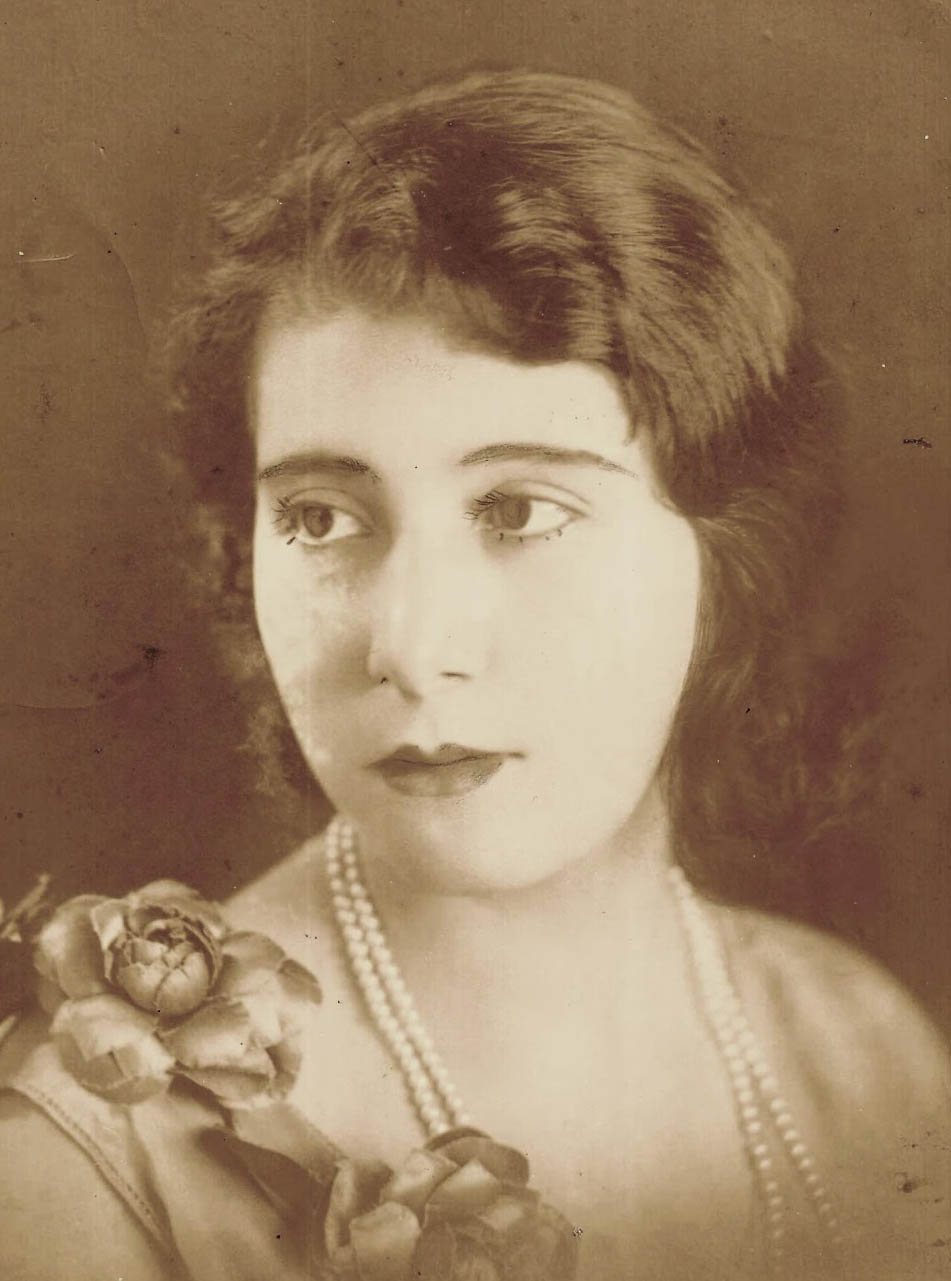
Архентина Диас Лосано в 1932 году

Архентина Буэсо-Мехиа родилась в Санта-Роса-де-Копан 15 декабря 1912 года (иногда называют 1909, 1910  и 1917 годы) в семье предпринимателя Мануэля Буэсо-Пинеды и домохозяйки Тринидад Мехиа-Пердомо. В 1925—1928 годах обучалась в колледже Богоматери Помощницы христиан в Тегусигальпе. Завершила среднее образование в Академии Святейшего имени в Тампе, в штате Флорида. В 1929 году вышла замуж за Порфирио Диас-Лосано и взяла обе его фамилии в качестве псевдонима. Окончила факультет журналистики в университете Сан-Карлос в Гватемале.
Ещё во время обучения в университете писала статьи для изданий «Диарио де Сентроамерика», «Ла-Ора», «Эль-Импарсиаль» и «Пренса Либре». Сразу в нескольких изданиях некоторое время она вела еженедельную колонку под названием «Литературные четверги». Первая книга писательницы — сборник рассказов «Жемчужины моего розария» был опубликован в 1930 году. В 1944 году её роман «Паломничество» получил первую латиноамериканскую литературную премию на конкурсе, организованном Панамериканским союзом и издательством «Фэррэр и Райнхард». Роман был издан на испанском языке в Чили и на английском языке под названием «Энрикетта и я». Книга также получила признание у европейских читателей и критики. В 1945—1955 год Диас-Лосано работала в библиотеке Института антропологии и истории при университете Сан-Карлос. Она была активным членом феминистического движения, участвовала в работе конференций Первого межамериканского конгресса женщин от имени Комитета по делам мира и свободы в Сан-Педро-Сула и Тегусигальпе.
Около 1951 года писательница развелась с первым мужем, сохранив его фамилию в качестве псевдонима. Между 1952 и 1954 годами она вышла замуж за гватемальского дипломата Дарио Моралес-Гарсиа. В 1956 году Диас-Лосано выехала в Бельгию, вместе со вторым мужем, где тот занял пост в консульстве Гватемалы в Антверпене. В это время она поступила на факультет искусствоведения в университете Утрехта и опубликовала несколько своих книг на французском языке. Её книга «Особняк в тумане» была адаптирована для сцены Лихией Берналь де Самайоа. В 1964 году за этот роман Диас-Лосано была удостоена звания кавалера Большого креста ордена Кетцаля — высшей награды Гватемалы. В том же году она вернулась в Гватемалу и заняла пост атташе по культуре в посольстве Гондураса.
В 1967—1968 годах она взяла несколько интервью с вице-президентом Гватемалы Клементе Маррокин-Рохасом. Хотя писательница не всегда соглашалась с его политикой, она считала его интересной личностью. В 1968 году Диас-Лосано опубликовала его биографию, за которую получила Национальную литературную премии имени Рамона Росы и стала членом Гондурасской академии языка. В том же году она была удостоена звания кавалера Большого креста ордена Южного Креста — высшей награды Бразилии. В 1971 году основала и возглавила журнал «Ревиста Истенья» и под псевдонимом Суки Йота издала роман «Ваше время». Этот же роман в 1986 году она издала под названием «Красное дерево и орхидеи». В 1973 году вышел роман писательницы «Этот красный год», за который в июне того же года она была выдвинута кандидатом на Нобелевскую премию по литературе. Выдвижение было принято, и Диас-Лосано стала официальным кандидатом на премию 1974 года. Она является первой и единственной писательницей из Центральной Америки, ставшей официальным кандидатом на Нобелевскую премию по литературе.
После землетрясения в Гватемале в 1976 году Диас-Лосано снова приехала в Антверпен. С того времени она находилась в постоянных разъездах между Бельгией и Гватемалой. Последние книги писательницы вышли в 1990-х годах. В феврале 1999 года она решила совершить поездку на родину в Гондурас. Архентина Диас-Лосано умерла 13 августа 1999 года в Тегусигальпе.
Лауреат многочисленных наград и литературных премий, в том числе Национальной литературной премии им. Рамона Росы (Гондурас). Член Гондурасской академии языка с 1968 года.

## Избранные сочинения
- «Жемчужины моего розария» (исп. Perlas de mi rosario, 1930)
- «Свет на пути» (исп. Luz en la senda, 1937)
- «Топаз» (исп. Topacios, 1940)
- «Паломничество» (исп. Peregrinaje, 1944)
- «Особняк в тумане» (исп. Mansión en la bruma, 1964)
- «Вот идёт человек. Биография Клементе Маррокин-Рохаса» (исп. Aquí viene un hombre: biografía de Clemente Marroquín Rojas, 1968)
- «Этот красный год» (исп. Aquel año rojo, 1973)